# عنکبوت‌های چراغ‌باف
عنکبوت‌های چراغ‌باف (Hypochilidae) نام خانواده‌ای از عنکبوتها است.
این خانواده ۲ سرده و بیش از ۱۲ گونه را دربر می‌گیرد.